# Lisovo, Haskovo
Lisovo (în bulgară Лисово) este un sat în comuna Svilengrad, regiunea Haskovo,  Bulgaria. 

## Demografie
Componența etnică a satului Lisovo
     Romi (100%)
     Nicio identificare (0%)
     Altele (0%)
La recensământul din 2011, populația satului Lisovo era de 3 locuitori. Din punct de vedere etnic, majoritatea locuitorilor (100%) erau romi. Pentru 0% din locuitori nu este cunoscută apartenența etnică.